# Loh (Eurasburg)
Loh ist ein Ortsteil der oberbayerischen Gemeinde Eurasburg im Landkreis Bad Tölz-Wolfratshausen. Die Einöde liegt circa eineinhalb Kilometer westlich von Beuerberg.